# Cronartium conigenum
Cronartium conigenum är en svampart som beskrevs av Hedgc. & N.R. Hunt 1922. Cronartium conigenum ingår i släktet Cronartium och familjen Cronartiaceae.   Inga underarter finns listade i Catalogue of Life.

## Bildgalleri

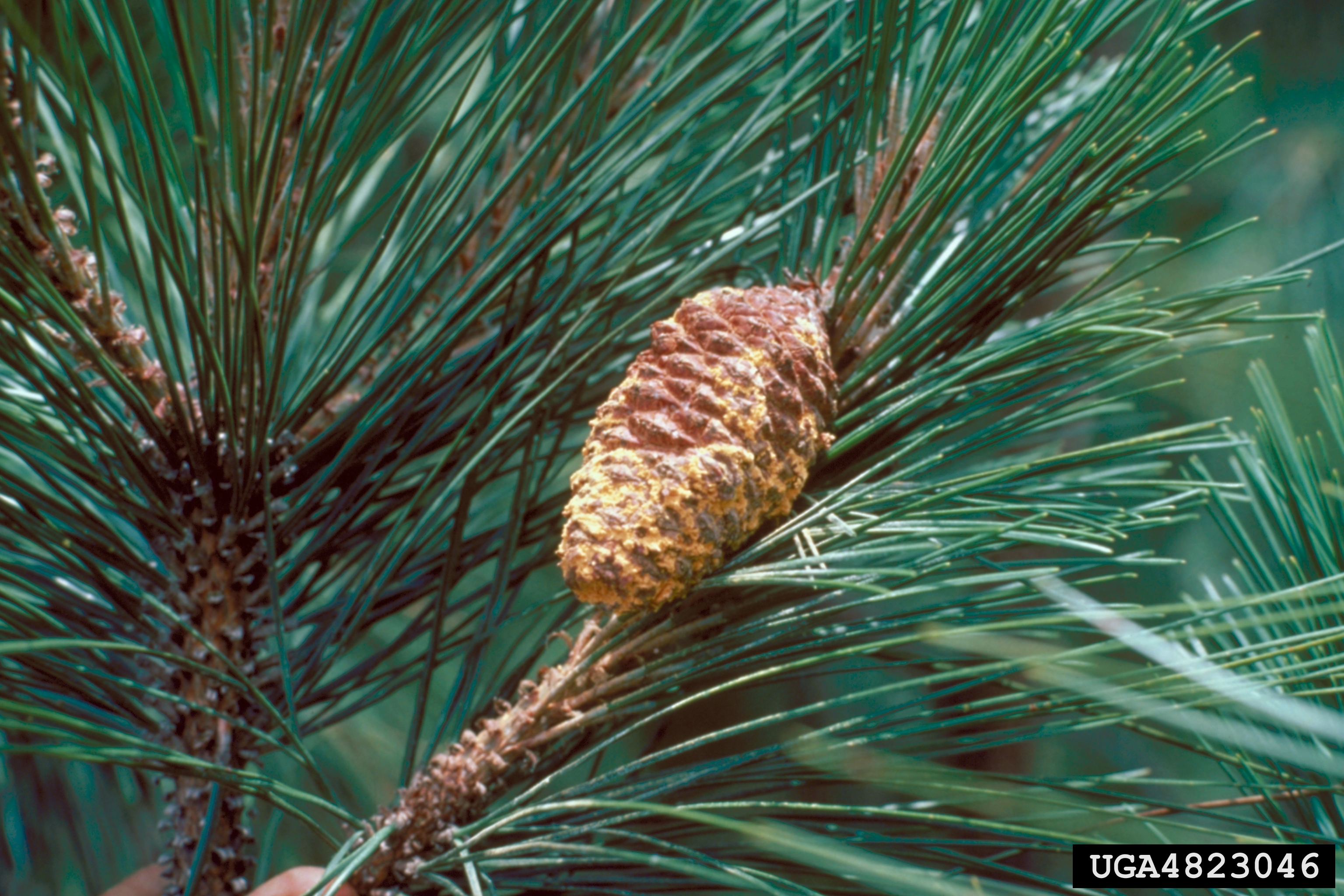